# 166
سنة 166 م (بالأرقام الرومانية: CLXVI) كانت سنة بسيطة تبدأ يوم الثلاثاء (الرابط يظهر نموذج الجدول الزمني الكامل للسنة) من التقويم اليولياني. بدأت تسمية السنة ب166 منذ العصور الوسطى المبكرة، عندما أصبح تقويم أنو دوميني هو الأسلوب السائد في أوروبا لتسمية السنوات.

## أحداث
- بداية حروب ماركومانية في 166 والتي انتهت في 180.

## مواليد
- تايشي تسي قائد عسكري صيني